# Медведь Олена Євгенівна
Олена Євгенівна Медведь (до шлюбу Семенченко, рос. Елена Евгеньевна Медведь; нар. 23 січня 1985, Москва, СРСР) — російська футболістка, захисниця, тренерка. Виступала за збірну Росії. Бронзова призерка молодіжного чемпіонату Європи (2004), учасниця дівочого чемпіонату світу U-20 (2004).

## Життєпис
Народилася у Москві.. Вихованка столичної футбольної школи «Чертаново». Перший тренер – Роман Єзопов.
У 2003 році виступала за азербайджанський «Гемрюкчу». У Росії виступала за клуби «Чертаново», «Спартак», «ШВСМ Ізмайлово», «Зоркий», «Рязань-ВДВ». Неодноразово ставала призеркою чемпіонатів Росії — срібною (2006, 2012, 2017) та бронзовою (2013, 2016).
Виступала за на молодіжному чемпіонаті світу 2004 року. У складі національної збірної Росії дебютувала 28 січня 2005 року — на турнірі 4-х націй у матчі проти збірної Китаю. Отримала виклик до складу національної збірної для участі в жіночому чемпіонаті Європи 2013 року.
Одружена з колишнім футболістом другої ліги.

## Досягнення
«Зоркий»
- Вища ліга Росії
  -  Чемпіон (1): 2012/13
  -  Срібний призер (1): 2011/12

- Кубок Росії
  -  Володар (1): 2012